# Vavřinec (Blanskói járás)
Vavřinec település Csehországban, a Blanskói járásban. Vavřinec Sloup, Žďár, Vilémovice, Blansko, Ráječko, Ostrov u Macochy és Petrovice településekkel határos. Lakosainak száma 896 fő (2024. január 1.).

## Népesség
A település lakosságának változását az alábbi diagram mutatja:
| Lakosok száma | 706  | 928  | 998  | 917  | 892  | 822  | 874  | 869  | 861  | 896  |
|               | 1869 | 1890 | 1921 | 1950 | 1980 | 2001 | 2017 | 2019 | 2022 | 2024 |